# Pegomya pliciforceps
Pegomya pliciforceps är en tvåvingeart som först beskrevs av Fan 1982.  Pegomya pliciforceps ingår i släktet Pegomya och familjen blomsterflugor. Inga underarter finns listade i Catalogue of Life.